# Publius Aelius Alexander
Publius Aelius Alexander († nach 146) war ein im 2. Jahrhundert n. Chr. lebender Angehöriger des römischen Ritterstandes (Eques).
Durch ein Militärdiplom, das auf den 11. Oktober 146 datiert ist, ist belegt, dass Alexander 146 Kommandeur der Cohors II Mattiacorum war, die zu diesem Zeitpunkt in der Provinz Moesia inferior stationiert war.
Alexander stammte aus Ancyra, dem heutigen Ankara. Sein Vater hatte das römische Bürgerrecht vermutlich unter Hadrian erhalten.